# Морино (станция)
Морино  — станция Псковского направления Октябрьской железной дороги.
Расположена рядом с Морино, на перегоне 539 км (Люта) — 527 км, в Дновском районе Псковской области.
Имеется одна платформа, расположенная с правой стороны пути. Кассы отсутствуют. Путевое развитие включает в себя три пути пути и две низкие платформы.
Станция является конечной для пригородных поездов, обслуживаемых рельсовыми автобусами. По понедельникам курсирует 2 пары поездов Морино - Дно, а по понедельникам и пятницам 1 пара Морино-Старая Русса.
Станция была открыта в 1897 году, на карте Шокальского 1916 года подписана, как Морина.
Западнее станции находится братская могила 20 солдат, погибших в Великую Отечественную войну во время налёта немецкой авиации. Вокзал станции, построенный после войны, снесён в 2017 году.

## Дальнее следование по станции
| № поезда  | Маршрут движения | № поезда   | Маршрут движения |
| --------- | ---------------- | ---------- | ---------------- |
| 9 «Псков» | Москва — Псков   | 10 «Псков» | Псков — Москва   |